# جوی بنگ
جوی بَـنگ (انگلیسی: Joy Bang؛ زادهٔ ۱۵ ژوئن ۱۹۴۵) بازیگر اهل ایالات متحده آمریکا است.
از فیلم‌ها یا مجموعه‌های تلویزیونی که وی در آن‌ها نقش داشته است، می‌توان به دوباره بنواز، سام و میدستون اشاره نمود.